# Dipodium squamatum
Dipodium squamatum är en orkidéart som först beskrevs av Johann Georg Adam Forster, och fick sitt nu gällande namn av Robert Brown. Dipodium squamatum ingår i släktet Dipodium och familjen orkidéer. Inga underarter finns listade i Catalogue of Life.

## Bildgalleri

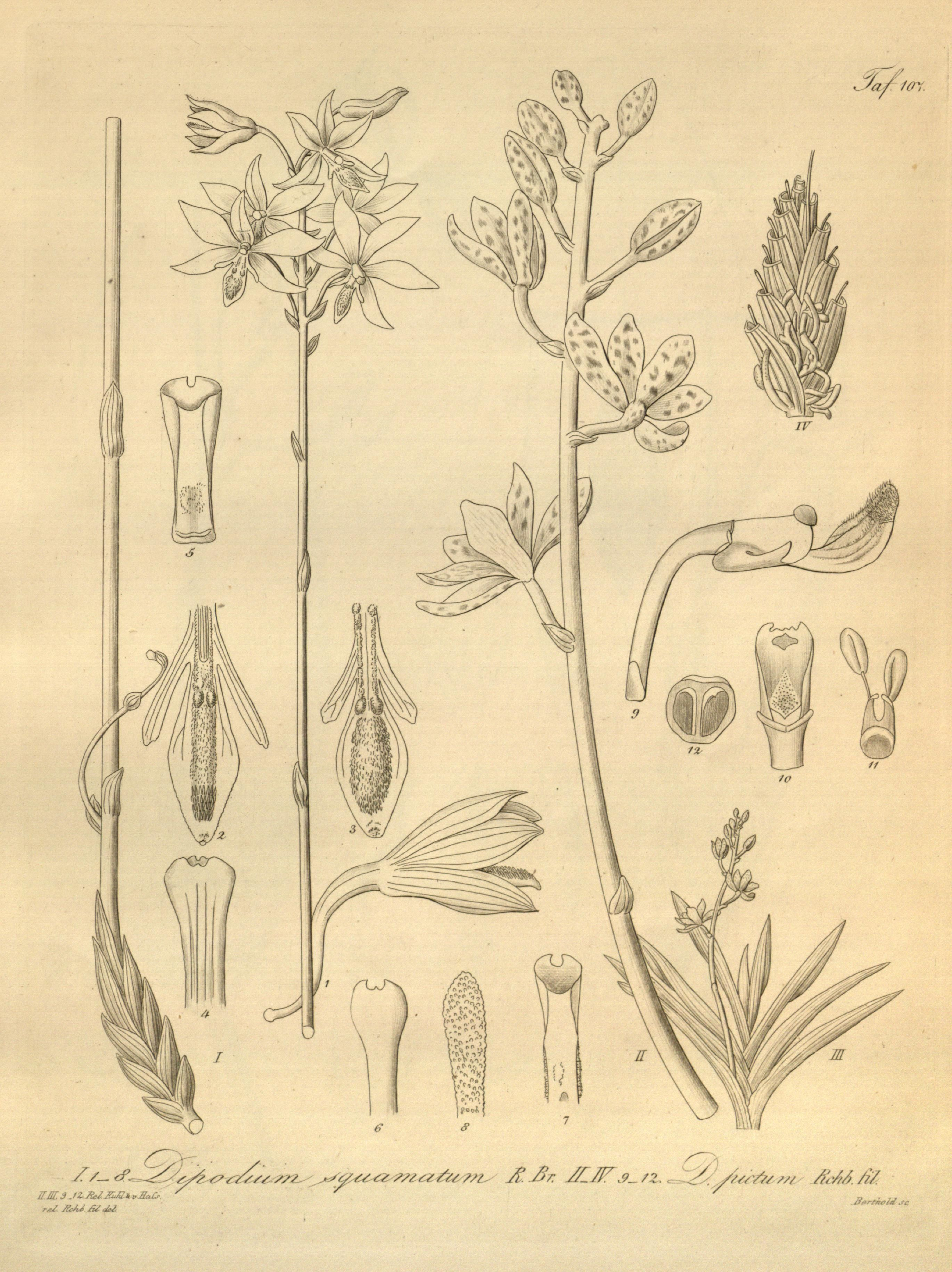